# Karim Ressang

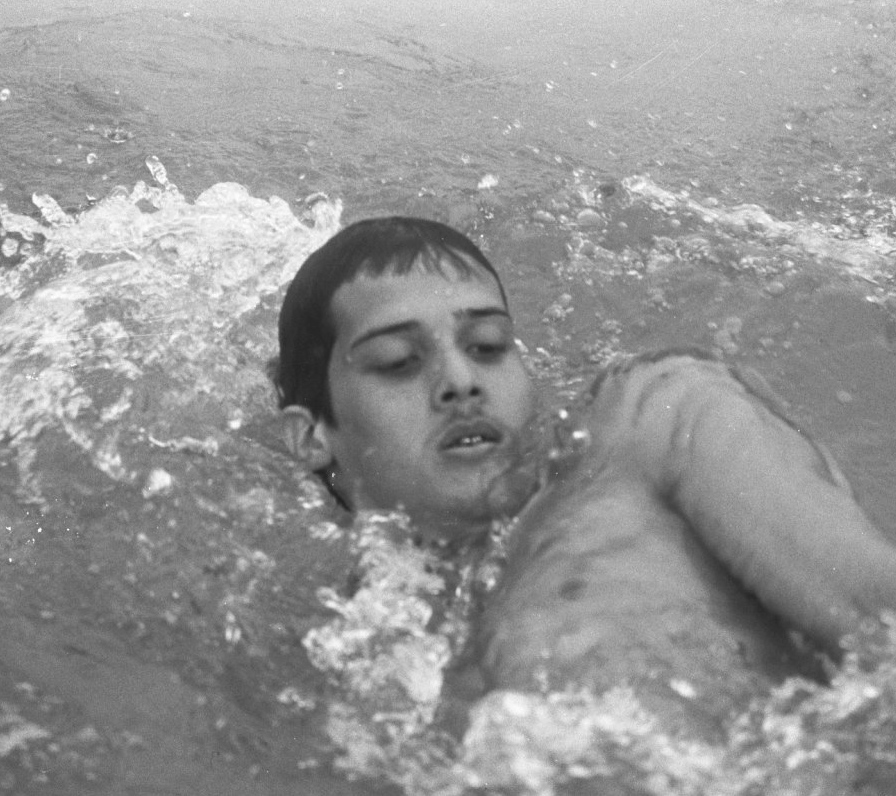
Karim Ressang in 1973

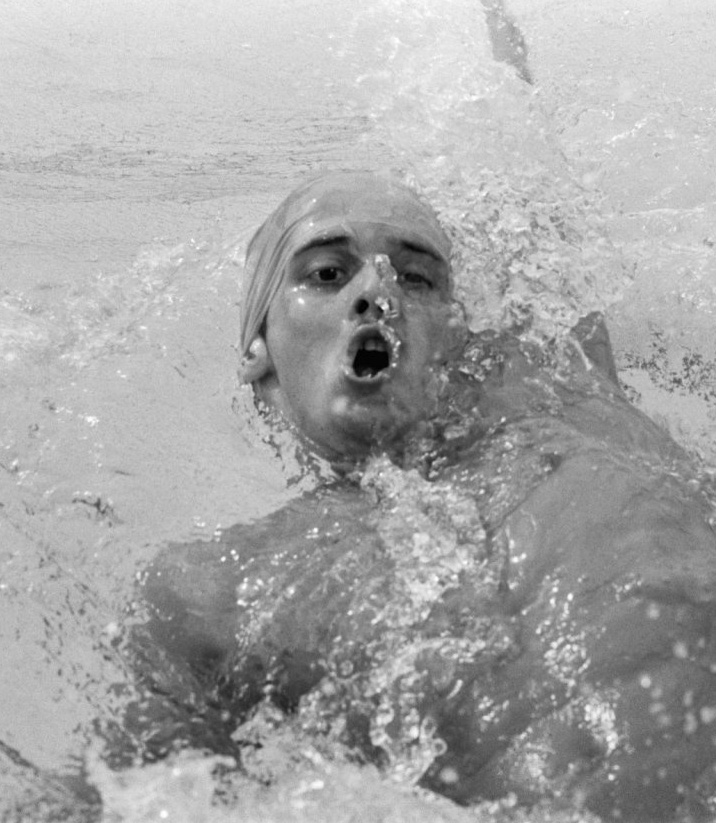
Karim Ressang in 1974

Abdul Karim Ressang (Utrecht, 15 november 1955) is een Nederlandse voormalige  topzwemmer op de rug- en vrije slag. Hij nam eenmaal deel aan de Olympische Spelen: Montréal 1976. 
Bij zijn eerste en enige olympische toernooi kwam Ressang niet verder dan de ex aequo 26ste tijd (2.11,25) op zijn enige individuele nummer, de 200 meter rugslag, en daarmee werd hij dus uitgeschakeld voor de finale. Met de estafetteploeg op de 4x200 meter vrije slag daarentegen drong de zwemmer van HPC wel door tot de finale, waarin het aflossingsteam – verder bestaande uit René van der Kuil (tweede zwemmer), Andre in het Veld (derde zwemmer) en Henk Elzerman (slotzwemmer) – uiteindelijk beslag legde op de zesde plaats met een tijd van 7.42,56. 
Het was voor de eerste keer in de olympische geschiedenis dat Nederland de finale bereikte van de 'klassieke estafette', al kwam daar wel enig geluk bij kijken; de ploeg eindigde in de series als negende en werd daarmee dus uitgeschakeld, maar door de diskwalificatie van gastland Canada mocht het Nederlandse kwartet alsnog deelnemen aan de finale.
Drie jaar eerder, bij de eerste officiële wereldkampioenschappen op de langebaan (50 meter) in Belgrado, was Ressang de enige man te midden van acht vrouwen, onder wie Enith Brigitha. In de hoofdstad van Joegoslavië noteerde hij de zestiende (1.01,51) en de negentiende (2.14,61) tijd op respectievelijk de 100 en de 200 meter rugslag. Twee jaar later, toen Cali gastheer was van de mondiale titelstrijd, verging het hem beter: dertiende (1.00,90) op de 100 meter rugslag, zevende (2.09,78) op de 200 meter rugslag. 